# قنطريون لوفي الأوراق
قنطريون لوفي الأوراق واسمه العلمي (باللاتينية: Centaurea arifolia) نوع نباتي ينتمي إلى جنس القنطريون من الفصيلة النجمية.

## الموئل والانتشار
موطنه المشرق العربي وتركيا.